# Berta Karlik
Berta Karlik (24 gennaio 1904 – 4 febbraio 1990) è stata una fisica austriaca.
Ha lavorato per l'Università di Vienna, diventando infine la prima professoressa donna presso l'istituto. Mentre lavorava con Ernst Foyn ha pubblicato un articolo sulla radioattività dell'acqua di mare. Ha scoperto che l'elemento chimico 85 (astato) è un prodotto dei processi naturali di decadimento. L'elemento fu sintetizzato per la prima volta nel 1940 da Dale R. Corson, KR MacKenzie ed Emilio Segrè, dopo che diversi scienziati lo cercarono invano nei minerali radioattivi.

## Biografia

### Vita e formazione
Berta Karlik è nata a Vienna da una famiglia dell'alta borghesia ed è stata istruita in casa durante la sua educazione elementare. Durante l'insegnamento casalingo ha imparato a suonare il pianoforte, nonché a parlare e scrivere in francese, olandese e inglese. Dal 1919 al 1923 frequentò il Reform-Realgymnasium e dopo la laurea, nel 1923, fu accettata come studentessa regolare alla Facoltà di Filosofia dell'Università di Vienna fino al 1928 quando conseguì il dottorato di ricerca.
Mentre si iscriveva come studentessa all'università, Karlik divenne un membro essenziale del gruppo di ricerca di Hans Pettersson al Radium Institute con la sua specialità nel conteggio delle scintillazioni. Karlik ha anche frequentato una borsa di studio della International Federation of University Women che le ha richiesto di viaggiare mentre lavorava per il Radium Institute.
Dopo aver conseguito la laurea in fisica, Karlik accettò un posto di insegnante presso il Realgymnasium di Vienna, dove era anche ex allieva.

### Entrare in campo
Nel 1930 Karlik trovò lavoro presso un laboratorio gestito da William Henry Bragg a Londra. Qui lavorò sulla cristallografia e utilizzò i raggi X per studiare la struttura dei cristalli. La conoscenza di Karlik della radiofisica attirò l'attenzione dei noti cristallografi Ellie Knaggs e Helen Gilchrist. L'anno in cui formò un gruppo con queste due donne è lo stesso in cui ha visitato per la prima volta il laboratorio di Marie Curie a Parigi, che segnò l'inizio della sua lunga corrispondenza con varie altre fisiche donne.
Mentre Karlik occasionalmente inviava lettere a Marie Curie, manteneva una corrispondenza regolare con altri fisici importanti come Ellen Gleditsch ed Eva Resmtedt, due dei ricercatori del gruppo di Curie, così come Lise Meitner, a cui Karlik fu piuttosto vicina durante la sua vita. Per tutta la sua vita avrebbe continuato ad incontrare Meitner, che lavorò con il team responsabile della scoperta della fissione nucleare.

### Ricerca
Dopo aver studiato a Parigi e Londra, iniziò a lavorare presso l'Institut für Radiumforschung (Istituto per la ricerca sul radio) a Vienna nel 1931. Dal 1937 le fu permesso di tenere anche lezioni e avanzò lentamente nella gerarchia dell'istituto.
Contemporaneamente Karlik si unì a un gruppo di ricerca sull'acqua di mare guidato dal fisico svedese Hans Pettersson. Mescolando la conoscenza dell'oceanografia e della radioattività, Karlik contribuì a sollevare preoccupazioni sulla questione biologica della contaminazione da uranio dell'acqua di mare.
Durante la Seconda Guerra Mondiale fece la sua scoperta più importante, ovvero che l'elemento con il numero atomico 85, l'astato, era un prodotto del decadimento naturale. L'uso principale dell'astato è nella radioterapia per uccidere le cellule tumorali. A causa di questa scoperta, Karlik ricevette nel 1947 il Premio Haitinger per la Chimica dall'Accademia Austriaca delle Scienze.
Divenne direttrice provvisoria dell'istituto nel 1945 e poi direttrice ufficiale nel 1947, dopo aver scoperto l'esistenza dell'astato. Berta Karlik è stata la prima donna a diventare professore ordinario ("ordentliche Professur") all'Università di Vienna nel 1956. Si è ritirata nel 1973, ma ha lavorato presso l'istituto ancora fino alla sua morte avvenuta nel 1990.

### Pubblicazioni
- "An Alpha-Radiation Ascribed to Element 85," S.B.Akad. Wiss. Wien, 152:Abt. IIa (Nos. 6–10) 103-110(1943), con T. Bernert.[4]
- "Element 85 in the Natural Disintegration Series," Z. Phys., 123: (Nos. 1–2) 51-72 (1944), con T. Bernert.[4]
- "Uranium Content of Seawater," Akad. Wiss. Wien, Ber, 144:2a (Nos.5-6) 217-225 (1935), con F. Hernegger.[4]